# 3143 Genecampbell
3143 Genecampbell este un asteroid din centura principală, descoperit pe 31 octombrie 1980 de Harvard Observatory.